# Christopher Fowler
Christopher Fowler (ur. 26 marca 1953 w Londynie, zm. 3 marca 2023 tamże) – angielski pisarz, autor horrorów i powieści kryminalnych. W Polsce znany głównie z serii książek o Arthurze Bryancie i Johnie Mayu, policjantach z Wydziału Przestępstw Osobliwych – elitarnej jednostki policji, zajmującej się najbardziej dziwnymi i skomplikowanymi sprawami w dziejach brytyjskiej kryminalistyki na przestrzeni ostatnich sześćdziesięciu lat.

### Cykle

#### CyklBryant i May
- 2003 Widownia w mroku (Full Dark House)
- 2004 Podziemne rzeki Londynu (The Water Room)
- 2005 Siedemdziesiąt siedem zegarów (Seventy-Seven Clocks)
- 2006 Ten Second Staircase
- 2007 White Corridor
- 2008 The Victoria Vanishes
- 2009 Bryant and May on the Loose
- 2010 Bryant and May Off the Rails

#### CyklHellion
- 2010 The Curse of Snakes

### Pozostałe powieści
- 1988 Podniebny świat (Roofworld)
- 1990 Runy (Rune)
- 1992 Red Bride
- 1993 Darkest Day
- 1994 Spanky
- 1995 Psychoville
- 1997 Disturbia
- 1998 Soho Black
- 2000 Calabash
- 2003 Plastic
- 2004 Breathe

### Powieści graficzne
- 1997 Menz Insana (razem z Johnem Boltonem)

### Zbiory opowiadań
- 1984 The Bureau of Lost Souls
- 1986 City Jitters
- 1988 More City Jitters
- 1989 Flesh Wounds
- 1992 Sharper Knives
- 1998 Personal Demons
- 1999 Uncut
- 2001 The Devil in Me
- 2004 Demonized
- 2007 Old Devil Moon

### Inne
- 1984 How to Impersonate Famous People
- 1985 The Ultimate Party Book: The Illustrated Guide to Social Intercourse
- 2009 Paperboy

## Adaptacje filmowe
- 1992 Oczami mordercy (Through the Eyes of a Killer, reż. Peter Markle) (na podstawie opowiadania The Master Builder)